# Maurice Malone
Maurice Maximilian Malone (* 17. August 2000 in Augsburg) ist ein deutsch-US-amerikanischer Fußballspieler.

## Karriere

### Verein
Malone spielte elf Jahre lang in der Jugend des FC Augsburg. Nach zahlreichen Einsätzen in der U17, U19 und der zweiten Mannschaft erhielt er 2019 seinen ersten Profivertrag beim FCA. In der Saison 2019/20 spielte er jedoch kein einziges Mal für die erste Mannschaft und wurde im Sommer 2020 an den SV Wehen Wiesbaden verliehen. Dort spielte er auch sein erstes Profispiel. Er wurde bei einem 0:0 gegen den Aufsteiger SC Verl fünf Minuten vor Schluss eingewechselt. Am 11. Spieltag erzielte Malone beim 3:3 gegen den 1. FC Saarbrücken alle drei Tore. Während seiner gesamten Leihe schoss Malone zwölf Tore in 35 Drittligaeinsätzen und legte fünf weitere Treffer auf. Nach seiner Rückkehr spielte er im Pokal das erste Mal in der ersten Runde gegen den Greifswalder FC für Augsburg. Nach seiner Rückkehr wurde er an den 1. FC Heidenheim in die zweite Bundesliga verliehen. Am 12. September 2021 (6. Spieltag) stand er gegen Dynamo Dresden in der Startelf und gab somit sein Debüt in der zweithöchsten deutschen Spielklasse. Bis zum Ende der Leihe kam er zu 20 Zweitligaeinsätzen für Heidenheim.
Zur Saison 2022/23 kehrte er nach Augsburg zurück. Dort kam er zu einem Kurzeinsatz im Pokal, ehe er Ende August 2022 ein drittes Mal verliehen wurde, diesmal an den österreichischen Bundesligisten Wolfsberger AC. Für den WAC kam er zu 26 Einsätzen in der Bundesliga, in denen er achtmal traf.
Zur Saison 2023/24 kehrte Malone zunächst erneut nach Augsburg zurück, ehe er das Team im August 2023 endgültig verließ und in die Schweiz zum FC Basel wechselte. In Basel konnte er sich aber nicht durchsetzen, in der Saison 2023/24 kam er insgesamt zu zwölf Einsätzen in der Super League, in denen er ein Tor machte. Zur Saison 2024/25 kehrte er leihweise nach Österreich zurück und wechselte zum FK Austria Wien. Dort konnte er sich direkt im Sturm etablieren. Nach 30 Bundesligaeinsätzen und elf erzielten Toren wurde er noch vor Saisonende im Mai 2025 fest verpflichtet und erhielt einen bis 2027 laufenden Vertrag in Favoriten.

### Nationalmannschaft
Malone spielte bereits für diverse Jugendauswahlen des DFB. Er war unter anderem bei der U17-Weltmeisterschaft und Europameisterschaft dabei.

## Erfolge
Individuell
- Torschützenkönig der B-Junioren-Bundesliga: 2016/17 (24 Tore)